# Glaire (Ardennes)
Pour l’article homonyme, voir Glaire.
Pour l’article ayant un titre homophone, voir Glère.
Glaire est une commune française située dans le département des Ardennes, en région Grand Est.

## Géographie
Les communes limitrophes sont  Donchery, Floing, Saint-Menges et Sedan.

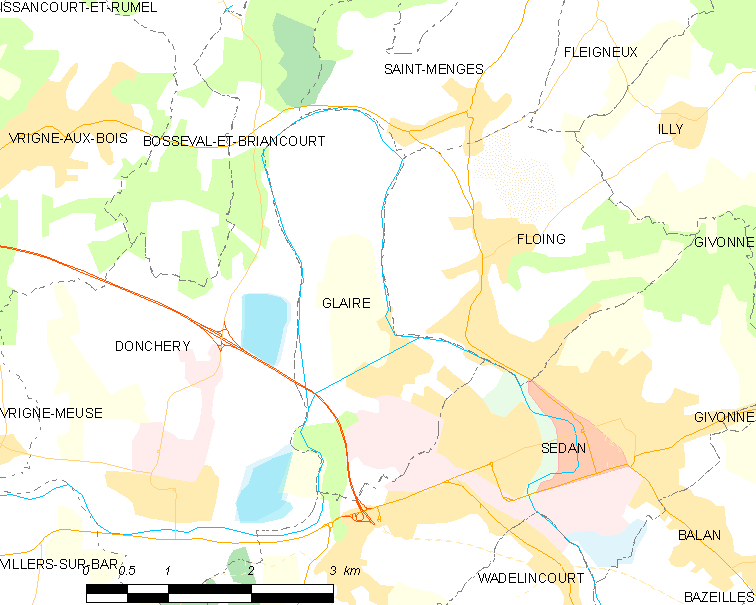
Carte de la commune.

Glaire est un bourg à proximité de Sedan.
La commune s'est formée par la fusion, dans un premier temps, des deux communes de Glaire-Latour et de Villette, en 1828, pour former la commune de Glaire-et-Villette. En 1971, la commune de Glaire-et-Villette absorbe la commune d'Iges pour former la nouvelle commune de Glaire.
|          | Saint-Menges |        |
| Donchery | Glaire       | Floing |
|          | Sedan        |        |

### Hydrographie
La commune est dans le bassin versant de la Meuse au sein du bassin Rhin-Meuse. Elle est drainée par la Meuse, le canal de l'Est Branche-Nord, le Ru de Glaire et le ruisseau de la Falizette,.
La Meuse, d'une longueur de 486 km, est un fleuve européen qui prend sa source en France, dans la commune du Châtelet-sur-Meuse, à 409 mètres d'altitude, et se jette dans la mer du Nord après un cours long d'approximativement 950 kilomètres traversant la France, la Belgique et les Pays-Bas. La commune est située dans un méandre de la Meuse qui constitue, sur une longueur d'environ 5,8 km la limite séparative de la commune avec les communes adjacentes.
Le canal de l'Est Branche-Nord, d'une longueur de 141 km, est un chenal et un cours d'eau naturel navigable qui relie Givet à Troussey, où il rejoint le canal de la Marne au Rhin. Il traverse la commune, s'écoulant d'est en ouest sur une longueur d'environ 1,7 km.

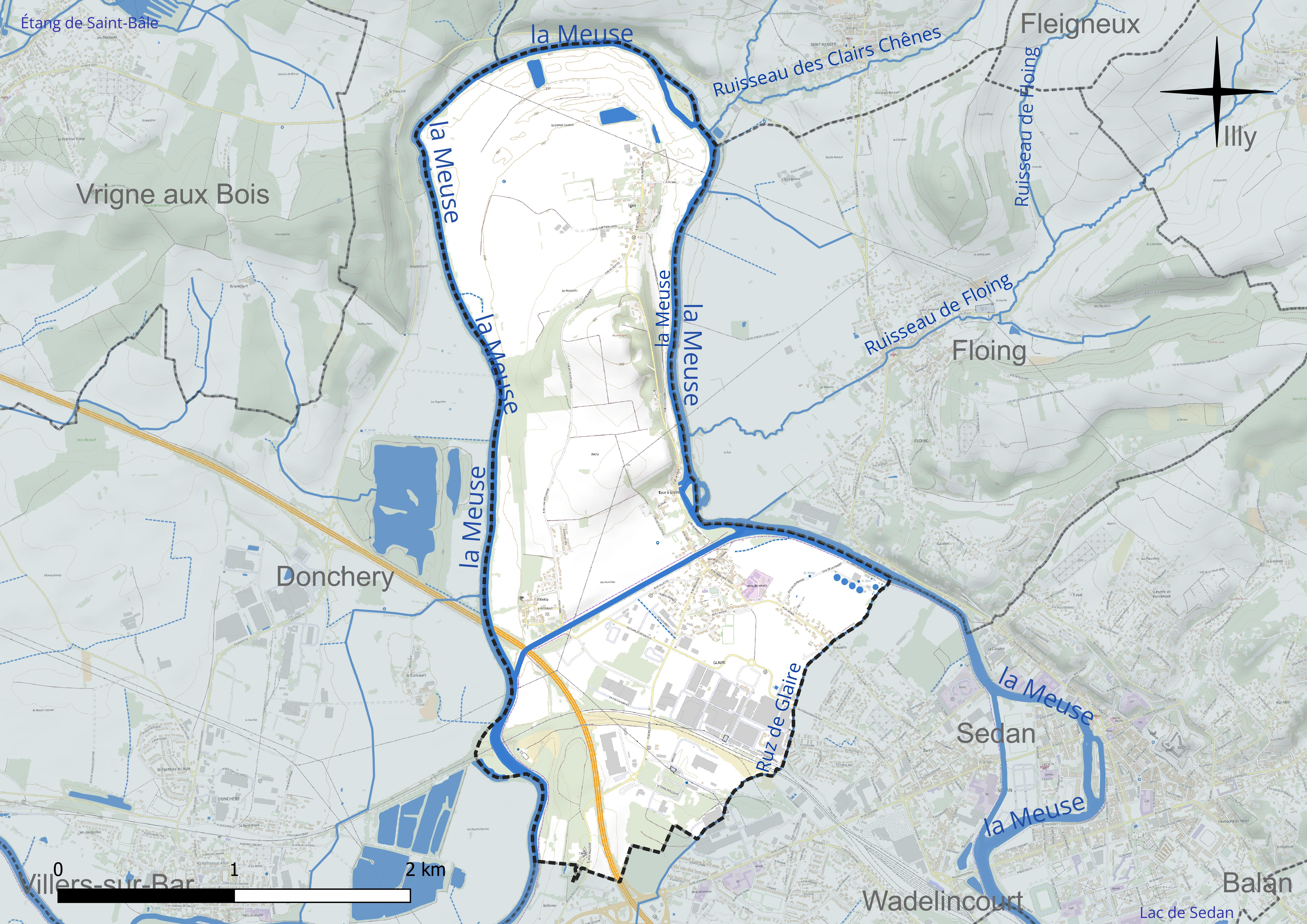
Réseau hydrographique de Glaire.

### Climat
Pour des articles plus généraux, voir Climat du Grand Est et Climat des Ardennes.
En 2010, le climat de la commune est de type climat des marges montargnardes, selon une étude du Centre national de la recherche scientifique s'appuyant sur une série de données couvrant la période 1971-2000. En 2020, Météo-France publie une typologie des climats de la France métropolitaine dans laquelle la commune est exposée à un climat océanique altéré et est dans la région climatique Lorraine, plateau de Langres, Morvan, caractérisée par un hiver rude (1,5 °C), des vents modérés et des brouillards fréquents en automne et hiver.
Pour la période 1971-2000, la température annuelle moyenne est de 9,8 °C, avec une amplitude thermique annuelle de 15,6 °C. Le cumul annuel moyen de précipitations est de 901 mm, avec 13,2 jours de précipitations en janvier et 9,4 jours en juillet. Pour la période 1991-2020, la température moyenne annuelle observée sur la station météorologique de Météo-France la plus proche, « Douzy », sur la commune de Douzy à 10 km à vol d'oiseau, est de 10,5 °C et le cumul annuel moyen de précipitations est de 857,0 mm. 
La température maximale relevée sur cette station est de 40,3 °C, atteinte le 25 juillet 2019 ; la température minimale est de −14,8 °C, atteinte le 3 janvier 2004,,.
Les paramètres climatiques de la commune ont été estimés pour le milieu du siècle (2041-2070) selon différents scénarios d'émission de gaz à effet de serre à partir des nouvelles projections climatiques de référence DRIAS-2020. Ils sont consultables sur un site dédié publié par Météo-France en novembre 2022.

## Urbanisme

### Typologie
Au 1er janvier 2024, Glaire est catégorisée commune rurale à habitat dispersé, selon la nouvelle grille communale de densité à 7 niveaux définie par l'Insee en 2022.
Elle appartient à l'unité urbaine de Sedan, une agglomération intra-départementale dont elle est une commune de la banlieue,. Par ailleurs la commune fait partie de l'aire d'attraction de Sedan, dont elle est une commune de la couronne,. Cette aire, qui regroupe 31 communes, est catégorisée dans les aires de moins de 50 000 habitants,.

### Occupation des sols
L'occupation des sols de la commune, telle qu'elle ressort de la base de données européenne d’occupation biophysique des sols Corine Land Cover (CLC), est marquée par l'importance des territoires agricoles (69,8 % en 2018), en diminution par rapport à 1990 (76 %). La répartition détaillée en 2018 est la suivante : 
prairies (53,2 %), terres arables (16,6 %), zones industrielles ou commerciales et réseaux de communication (15,4 %), zones urbanisées (9,1 %), forêts (5,7 %). L'évolution de l’occupation des sols de la commune et de ses infrastructures peut être observée sur les différentes représentations cartographiques du territoire : la carte de Cassini (XVIIIe siècle), la carte d'état-major (1820-1866) et les cartes ou photos aériennes de l'IGN pour la période actuelle (1950 à aujourd'hui).

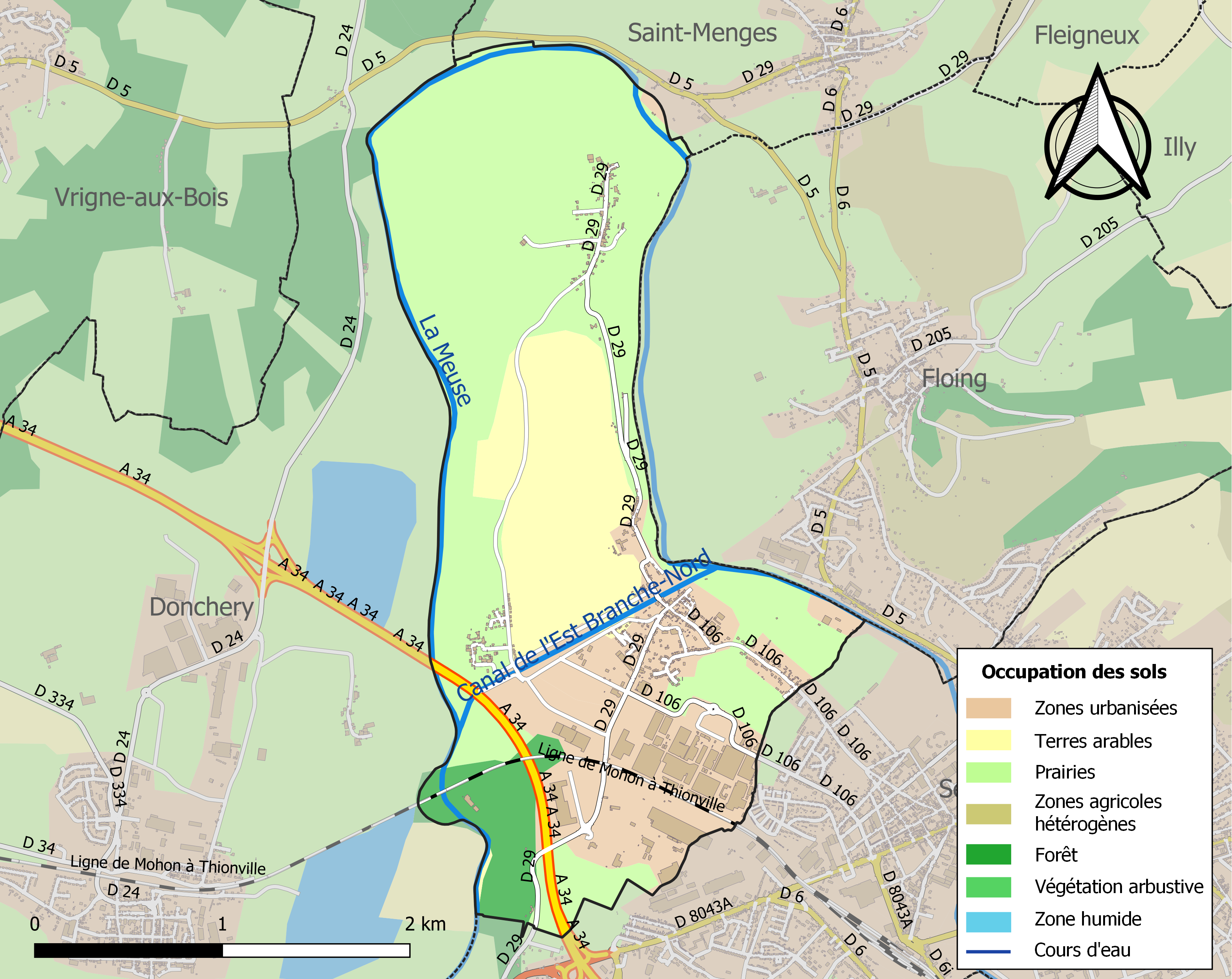
Carte des infrastructures et de l'occupation des sols de la commune en 2018 (CLC).

## Toponymie
Le nom vient d'un mot du dialecte ardennais (langue d'oïl), « glaire » qui veut dire « gravier ».

## Histoire
Le 2 septembre 1870, Napoléon III assiégé à Sedan avec ses 83 000 hommes, part à Donchery où il rencontre Bismarck, puis au château de Bellevue à Glaire, où il rencontre Guillaume Ier d'Allemagne, après avoir signé l'acte de reddition de l'armée française. Le lendemain, les soldats français sont emmenés sur la presqu'île d'Iges de Glaire s'étendant sur plusieurs centaines d'hectares entouré par la Meuse, formant un camp de détention à ciel ouvert.
Le 12 septembre les derniers Français sont envoyés en Allemagne, le camp est évacué. Ce lieu baptisé par la suite « camp de la misère », fit l'objet de reportages de journaux et de témoignages de prisonniers.
Le 13 mai 1940, pendant la bataille de France, Villette et la Tour-à-Glaire sont prises sous le feu de l'artillerie française (principalement du 110e régiment d'artillerie lourde hippomobile) qui tire sur les concentrations de troupes allemandes du XIX. Armee-Korps (mot.) de Heinz Guderian, lesquelles se préparent à franchir la Meuse.

## Politique et administration
| Période                                  | Période                   | Identité        | Étiquette | Qualité                                     |
| ---------------------------------------- | ------------------------- | --------------- | --------- | ------------------------------------------- |
| Les données manquantes sont à compléter. |                           |                 |           |                                             |
| ?                                        | juin 1995                 | Raymond Gourdin |           |                                             |
| juin 1995                                | En cours (au 25 mai 2020) | André Godin     | UDI (AC)  | Réélu pour le mandat 2014-2020 et 2020-2026 |

## Démographie
L'évolution du nombre d'habitants est connue à travers les recensements de la population effectués dans la commune depuis 1793. Pour les communes de moins de 10 000 habitants, une enquête de recensement portant sur toute la population est réalisée tous les cinq ans, les populations de référence des années intermédiaires étant quant à elles estimées par interpolation ou extrapolation. Pour la commune, le premier recensement exhaustif entrant dans le cadre du nouveau dispositif a été réalisé en 2004.

En 2022, la commune comptait 824 habitants, en évolution de −8,85 % par rapport à 2016 (Ardennes : −2,97 %, France hors Mayotte : +2,11 %).
| 1793 | 1800 | 1806 | 1821 | 1831 | 1836 | 1841 | 1846 | 1851 |
| ---- | ---- | ---- | ---- | ---- | ---- | ---- | ---- | ---- |
| 149  | 150  | 144  | 168  | 256  | 279  | 308  | 360  | 355  |

| 1866 | 1872 | 1876 | 1881 | 1886 | 1891 | 1896 | 1901 | 1906 |
| ---- | ---- | ---- | ---- | ---- | ---- | ---- | ---- | ---- |
| 348  | 353  | 362  | 376  | 395  | 435  | 442  | 428  | 534  |

| 1911 | 1921 | 1926 | 1931 | 1936 | 1946 | 1954 | 1962 | 1968 |
| ---- | ---- | ---- | ---- | ---- | ---- | ---- | ---- | ---- |
| 553  | 413  | 544  | 579  | 631  | 420  | 479  | 558  | 580  |

| 1975 | 1982 | 1990 | 1999 | 2004 | 2006 | 2009 | 2014 | 2019 |
| ---- | ---- | ---- | ---- | ---- | ---- | ---- | ---- | ---- |
| 656  | 943  | 993  | 935  | 882  | 896  | 934  | 911  | 845  |

| 2022 | - | - | - | - | - | - | - | - |
| ---- | - | - | - | - | - | - | - | - |
| 824  | - | - | - | - | - | - | - | - |

## Culture locale et patrimoine

### Lieux et monuments
- Église Saint-Martin à Glaire, XVIIIe siècle
- Église Saint-Martin à Iges
- Église Saint-Martin à Villette
- Château de Villette (privé)
- Le château de Bellevue à Glaire 08200.
- Chapelle de l'ancien couvent, XIXe siècle  aujourd'hui maison de retraite.

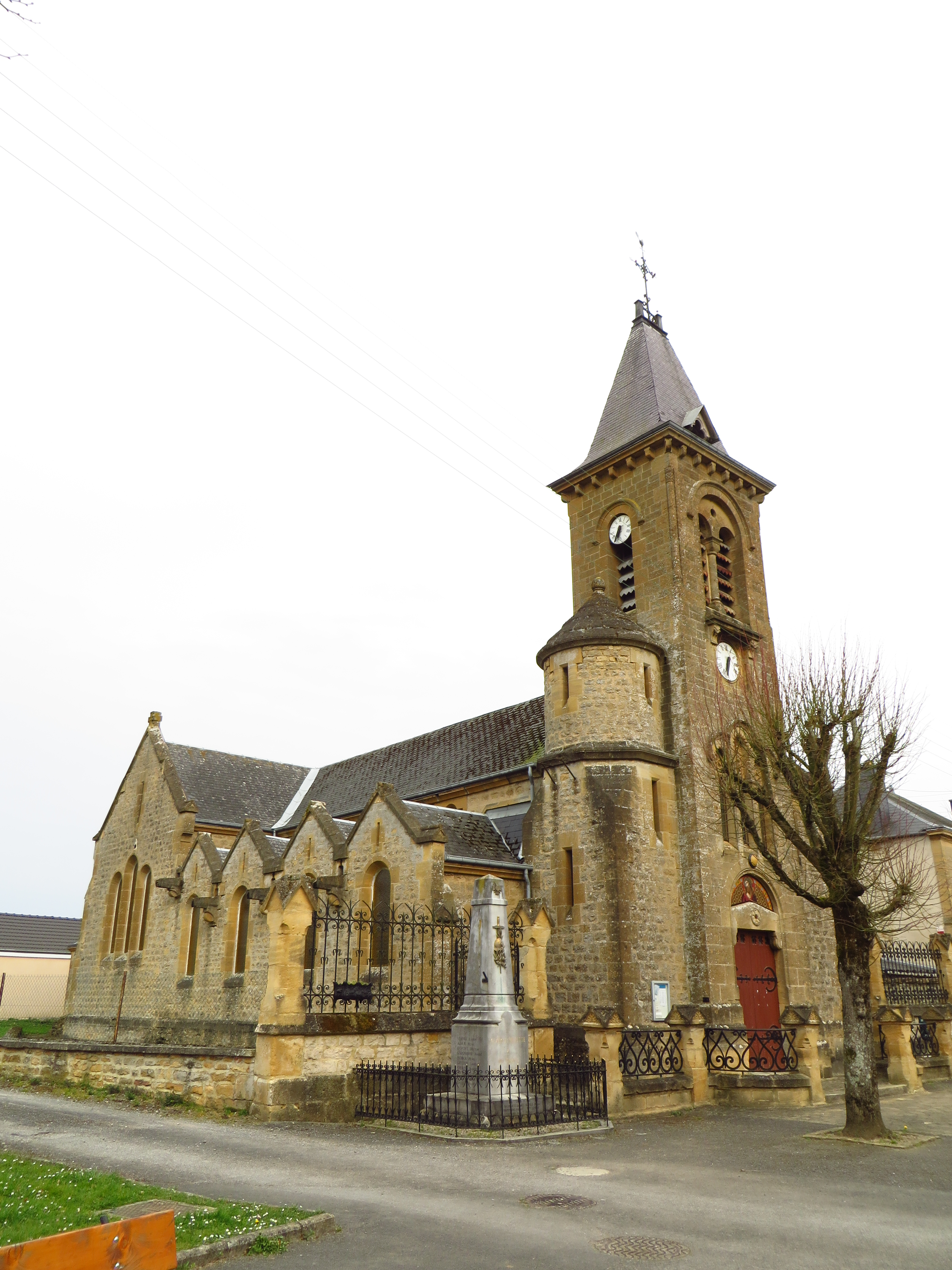
Église Saint-Martin de Glaire.
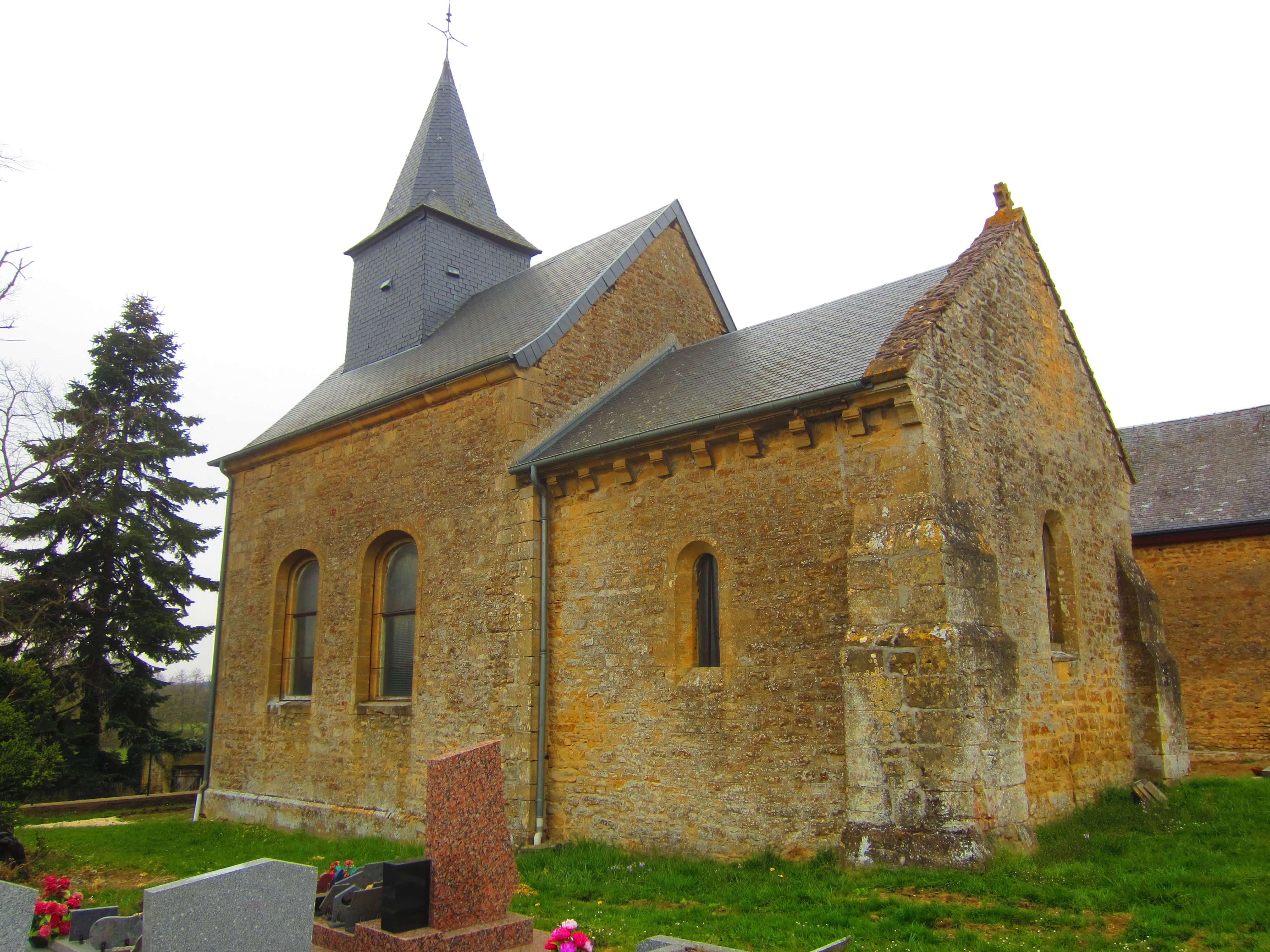
Église Saint-Martin de Villette.
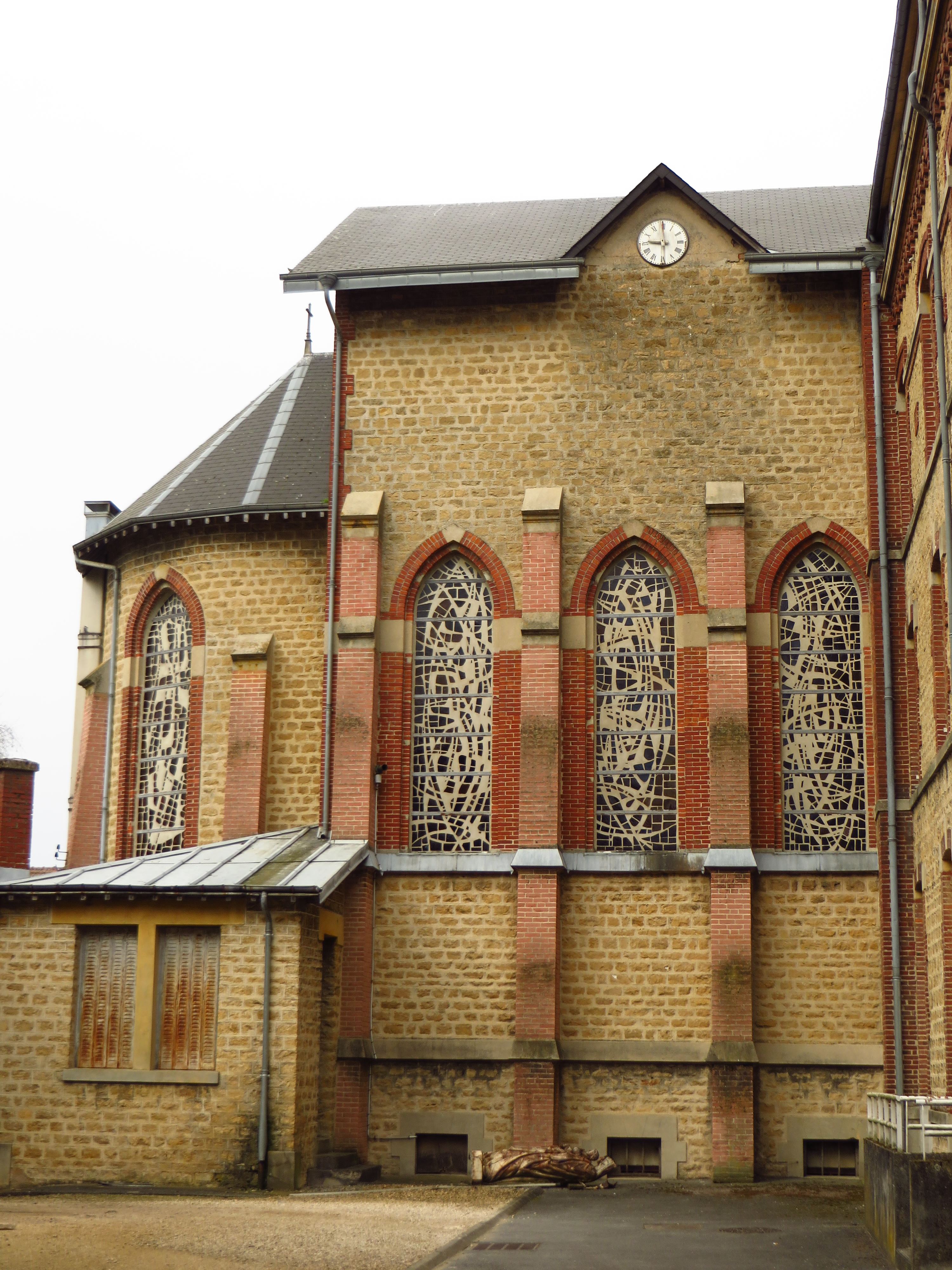
Chapelle de l'ancien couvent.

### Héraldique
| Armes de Glaire | Les armes de Glaire se blasonnent ainsi : D’azur au chevron d’argent accompagné en pointe d’une tour d’or ouverte et ajourée du champ, au chef cousu de gueules chargé d’une roue dentée adextrée d’un molette d’éperon et senestrée d’une étoile, le tout aussi d’or. |